# Obrocz
Obrocz – wieś w Polsce położona w województwie lubelskim, w powiecie zamojskim, w gminie Zwierzyniec.
| SIMC    | Nazwa    | Rodzaj    |
| ------- | -------- | --------- |
| 0907088 | Kruglik  | część wsi |
| 0907094 | Podborek | część wsi |

Prywatna wieś szlachecka położona była na przełomie XVI i XVII wieku w ziemi chełmskiej województwa ruskiego. 
W latach 1954–1958 wieś należała do i była siedzibą władz gromady Obrocz, po jej zniesieniu w gromadzie Zwierzyniec. W latach 1975–1998 miejscowość administracyjnie należała do województwa zamojskiego.
Wieś jest sołectwem w gminie Zwierzyniec. Według Narodowego Spisu Powszechnego z roku 2011 wieś liczyła 518 mieszkańców.
Z 1 stycznia 2010 część wsi, o powierzchni 136,92 ha, została włączona do miasta Zwierzyniec.
W Obroczy znajduje się rzymskokatolicki kościół filialny pod wezwaniem św. Józefa Robotnika należący do parafii Matki Bożej Królowej Polski w Zwierzyńcu.

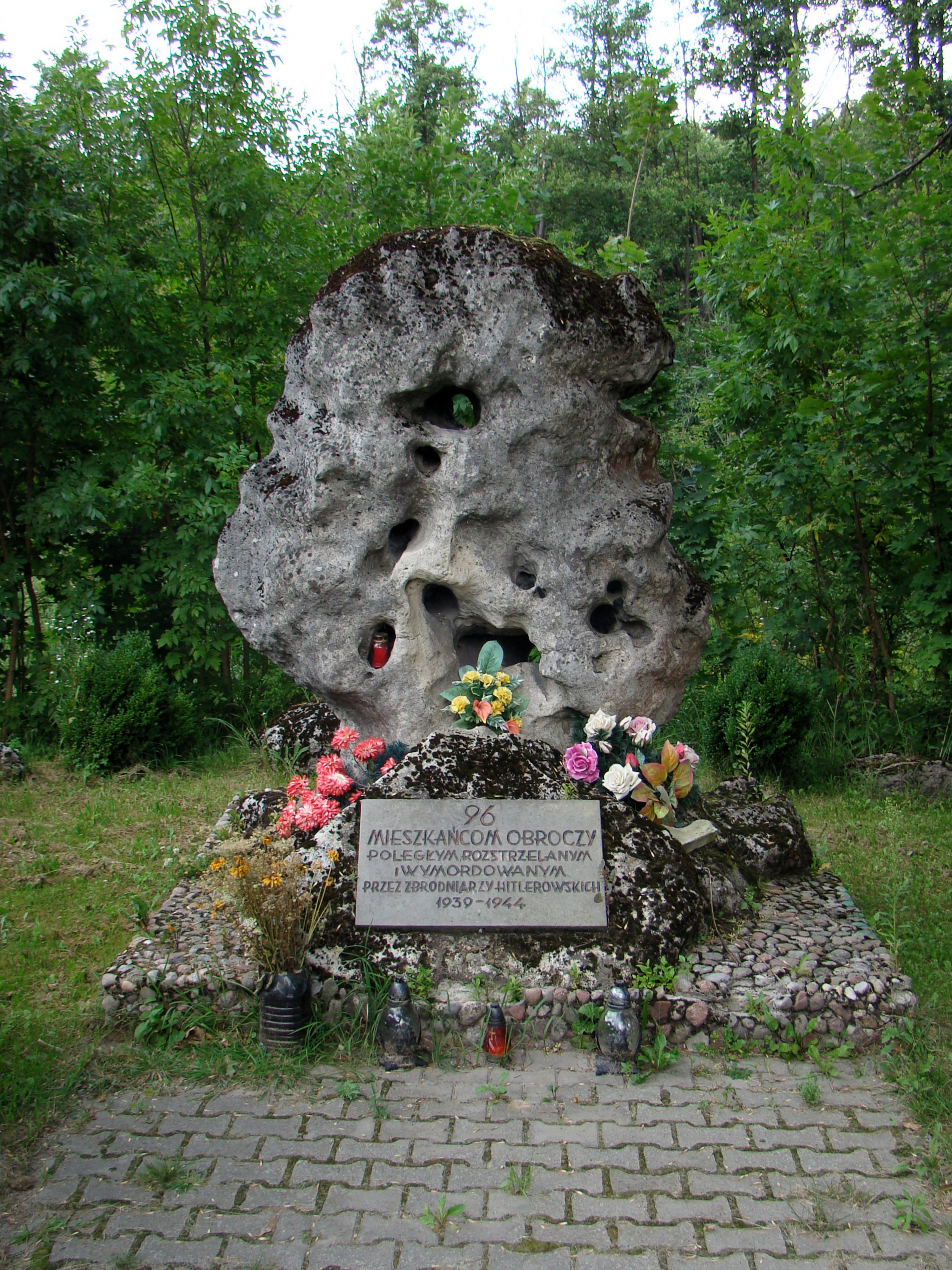
Pomnik pamięci 96 mieszkańców wsi zamordowanych przez hitlerowców.